# Harmony (hrabstwo Vernon)
Harmony – miasto w Stanach Zjednoczonych, w stanie Wisconsin, w hrabstwie Vernon.